# ثقبة عوراء (لسان)
الثقبة العوراء (بالإنجليزية: Glandular foramen of tongue, Morgagni's foramen)‏ عبارة عن حفرة صغيرة على ظهر الجزء الخلفي من اللسان. يمتد من هذه الثقبة ثلم نحو الوحشي في كل جانب يشكلان معا الثلم الانتهائي للسان.